# Acquisti (cognome)
Acquisti è un cognome di lingua italiana.

## Varianti
Acquisto, Bonacquisto, Buonacquisto, D'Acquisto.

## Origine e diffusione
Cognome tipicamente toscano, è presente anche nel Triveneto.
Potrebbe derivare dal prenome medioevale Acquisto, augurale.
La variante Acquisto è meridionale.

## Persone
- Benedetto D'Acquisto – arcivescovo cattolico, teologo e filosofo italiano
- Mario D'Acquisto – politico italiano
- Salvo D'Acquisto – militare italiano